# Państwo paleotropikalne

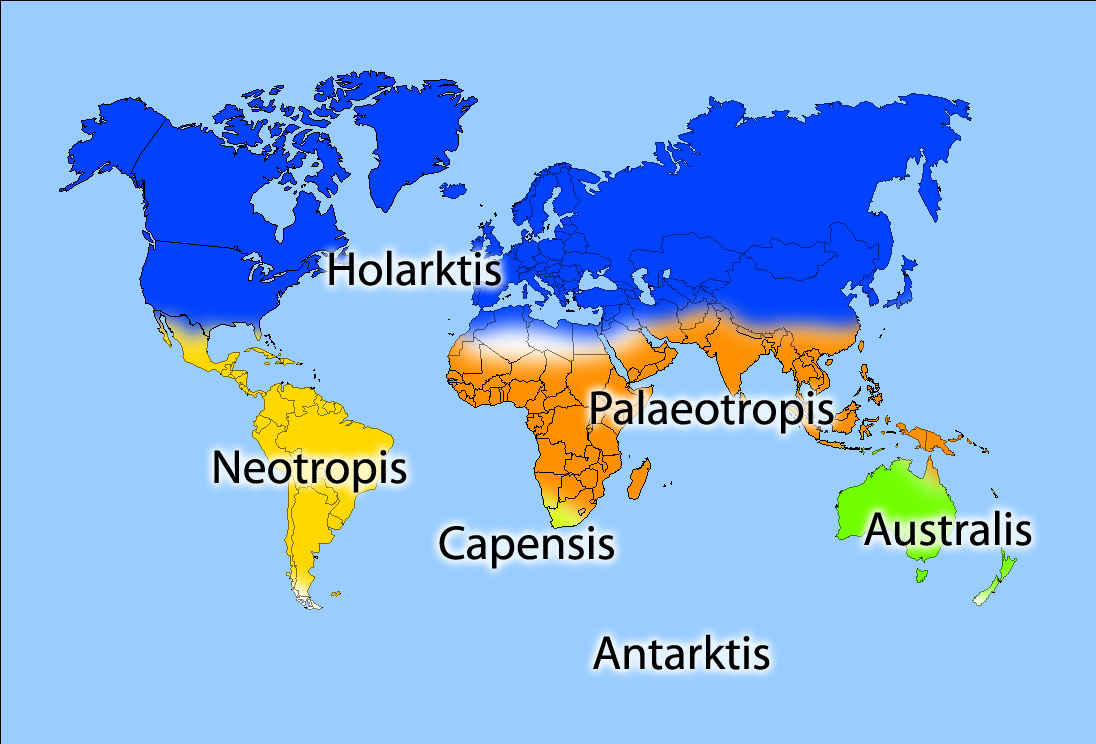
Państwa florystyczne świata

Państwo paleotropikalne (z gr. palaios dawny i tropikós 'zwrotny') – drugie co do wielkości państwo roślinne. Flora jest bardzo bogata i silnie zróżnicowana – pod tym względem jest to najbogatsze państwo roślinne świata.  Ponad 65 tys. gatunków okrytonasiennych. 50 rodzin endemicznych. Palaeotropis jest ojczyzną licznych roślin użytkowych. Z Afryki pochodzi kawa, sorgo, arbuz, z Azji – ryż, bawełna, ogórek, banan, trzcina cukrowa, palma kokosowa, herbata, cynamonowiec, pieprz, goździkowiec korzenny, muszkatołowiec, bakłażan, 
rącznik, mandarynka.
W państwie paleotropikalnym występują następujące formacje roślinne: 
- wilgotne lasy równikowe,
- suche lasy równikowe i podzwrotnikowe
- sawanny
- pustynie
- półpustynnie.

Państwo jest dzielone na cztery podpaństwa:
- Podpaństwo Afrykańskie
- Obszar Gwinejsko-Kongijski (2 prowincje)
  - Obszar Sudańsko-Zambezyjski (8 prowincji)
    - Obszar Karru i Namibii (3 prowincje)

  - Obszar Wysp w. Heleny i Wniebowstąpienia (2 prowincje)
- Podpaństwo Madagaskarskie
  - Obszar Madagaskarski (8 prowincji)
- Podpaństwo Indomalajskie
  - Obszar Indyjski (4 prowincje)
  - Obszar Indochiński (6 prowincji)
  - Obszar Malazyjski (9 prowincji)
  - Obszar Wysp Fidżi (2 prowincje)
  - Obszar Polinezyjski (2 prowincje)
  - Obszar Hawajski (1 prowincja)
- Podpaństwo Nowokaledońskie
  - Obszar Nowokaledoński (1 prowincja)